# Pieter Jan Renier

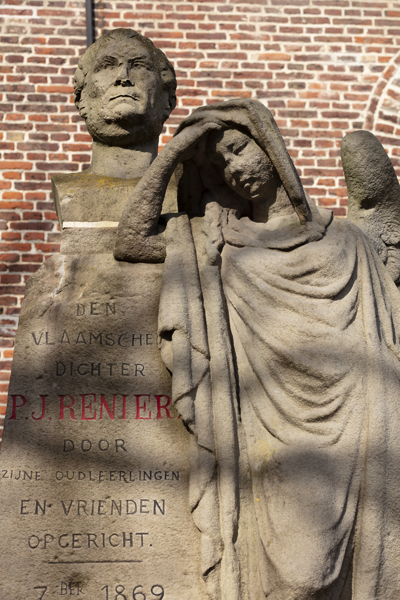
Beeld van Renier in Deerlijk

Pieter Jan Renier (Deerlijk, 21 september 1795 – aldaar, 29 augustus 1859) was een Vlaamse dichter, toneelschrijver, kostschoolhouder en onderwijskundige.

## Afstamming
Pieter Jan Renier wordt geboren als oudste van de zes kinderen van Maria Josepha Columba de Coninck en Jan Jozef Renier, onderwijzer te Deerlijk. Grootvader van moederszijde is Pieter de Coninck, die een nu verloren toneelstuk schreef over de Slag der Gulden Sporen. Het stuk wordt een aantal keren opgevoerd in de streek. Ook de moeder van Pieter Jan zou enkele gedichten geschreven hebben.
In 1792 opent Jan Jozef Renier in Deerlijk de eerste Franse school, waar al gauw meer dan 60 leerlingen ingeschreven zijn. Deze kostschool is gelegen in een bescheiden huisje in de straat naar Vichte die later toepasselijk Schoolstraat wordt genoemd. In 1798 verhuist Jan Jozef om onbekende reden met zijn gezin naar Wakken en wordt zijn school voortaan geleid door anderen. Vanaf 1808 is hij terug in Deerlijk. Hij is echter ziek en wordt al gauw noodgedwongen bijgestaan door zijn zoon Pieter Jan. Op dat moment telt de school 48 jongens en 32 meisjes.

## Kostschool van Pieter Jan Renier

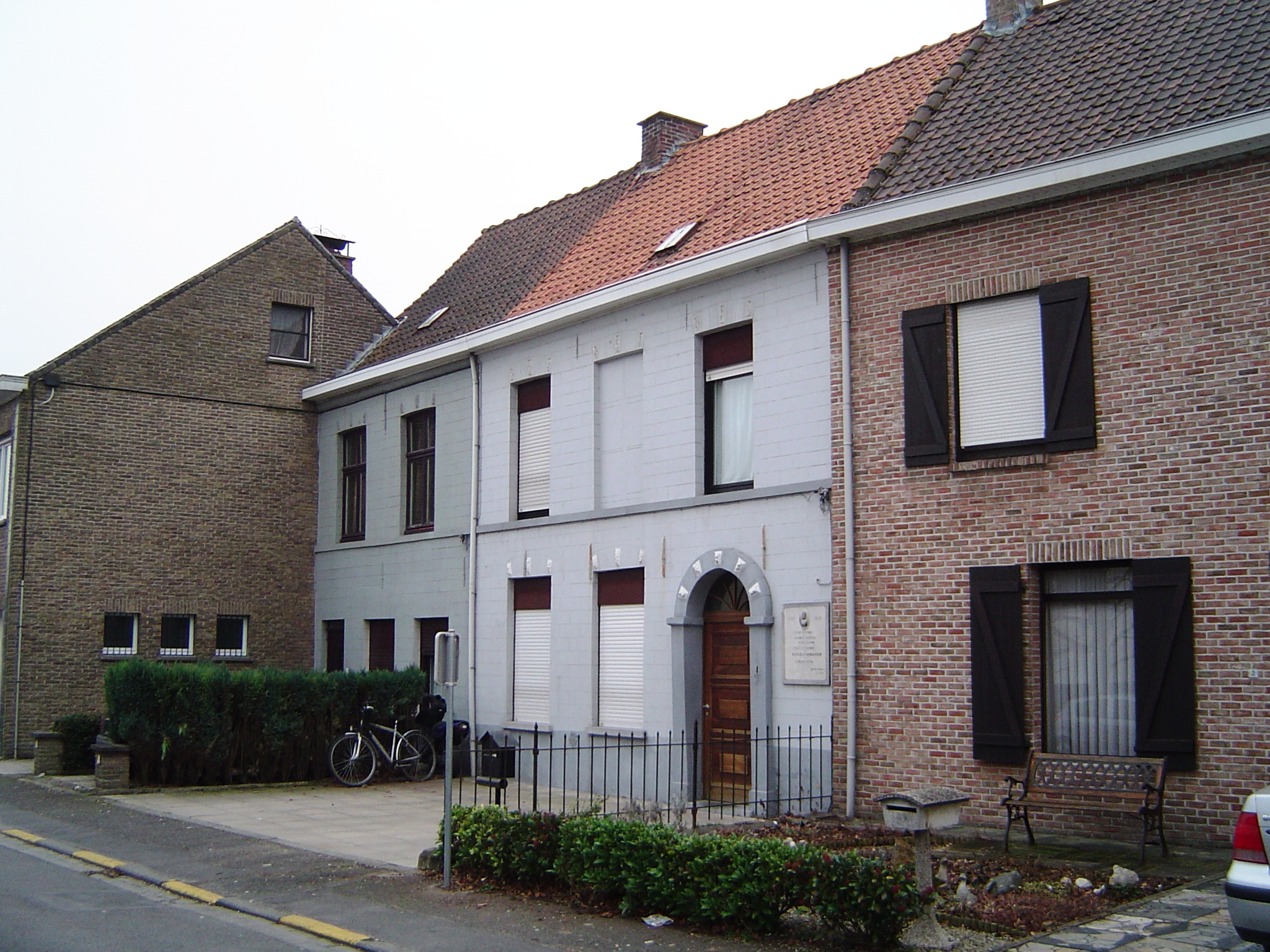
Huizenrij aan het Dammeke waar de kostschool van Pieter Jan Renier gevestigd was.

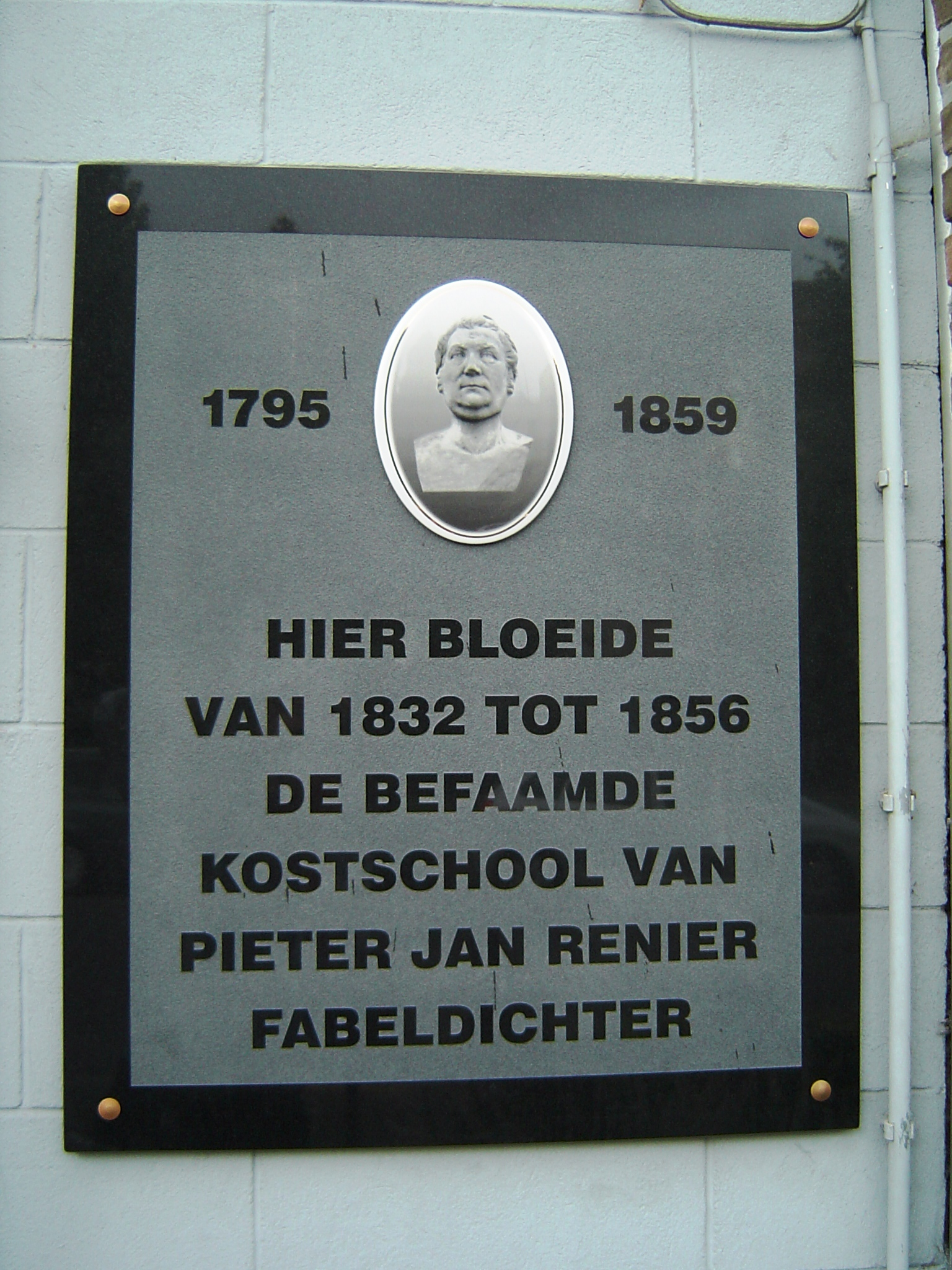
De nieuwe herinneringsplaat op een van de huizen van de toenmalige kostschool

In 1811 sterft Jan Jozef Renier op amper 38-jarige leeftijd. Op zijn zestiende zet Pieter Jan het schooltje verder. In de jaren daarna behaalt hij zijn diploma als onderwijzer. Kenmerkend voor de Franse tijd is dat Renier geen wedde ontvangt. Zijn inkomsten hangen volledig af van het vastgestelde bedrag dat de ouders van de leerlingen betalen aan schoolgeld.
In 1816 huwt Pieter Jan met Scholastica Delhuwein (1791-1865). Zij krijgen elf kinderen. Ondertussen reikt de faam van Reniers kostschool tot buiten Deerlijk en meer en meer leerlingen komen uit verder afgelegen gemeenten. Allicht is de school toen gevestigd in het Oud Kasteel in de Hoogstraat, waarin ook het gemeentehuis huist. Vanaf het jaar 1817 kunnen internen terecht op de school. Het jaar daarop komt zijn jongere broer Ferdinand hem assisteren. In 1823 verhuist de school naar een nieuwgebouwd huis naast het kerkhof, ten zuiden van de Sint-Columbakerk.
Vanaf 1826 wordt de gemengde school gesplitst in een jongens- en een meisjesschool. De meisjes krijgen voortaan les in gebouwen op het Dammeke (waar nu het rustoord staat). Voor de jongens wordt in 1832 aan de overkant van de straat een nieuwbouw ingehuldigd, hiervan resten nog de huizen met de huisnummers 4-6. In beide kostscholen is het onderwijsprogramma identiek, de meisjes krijgen er wel nog handwerk bij: breien, borduren en naaien.
Doorheen de jaren komen er nog een tiental leerkrachten bij. In 1842 wordt de school een private instelling. Renier schrijft zelf zijn lessenpakket uit, waarbij hij inspeelt op de interesses van het moment. Zo krijgen bv. de hoogste klassen vanaf 1836 de beginselen van literatuur en vanaf 1841 muziekonderricht. Ook met het vak dessin linéaire (lijntekenen) is hij zijn tijd ver vooruit.
Hoewel er in de school in het Frans onderwezen wordt, blijft Renier zijn moedertaal trouw. Hij schrijft het Nederlands in als langue nationale op het lessenrooster en publiceert zelf een Beginselen der Vlaemsche Spraekkunst. Ook begint hij de fabels van Jean de La Fontaine te vertalen, met de bedoeling die in een schoolboek te bundelen.

## Gedichten
Al op zijn vijftiende is hij bezig met het schrijven van Nederlandstalige gedichten. In 1818 behaalt hij te Wevelgem de tweede plaats in een literaire wedstrijd en vanaf dat ogenblik behaalt hij succes na succes. In 1822 richt de Maatschappy van Nederlandsche Taal- en Letterkunde van Gent een wedstrijd in waarbij Renier beloond wordt met een medaille van aanmoediging.
Rond 1815 wordt trouwens te Deerlijk zelf een Deerlijksche Maetschappy (dorpskamer) voor dichtkunst, schoonschrift en bijbelvragen opgericht. De vereniging verwerft heel wat medailles, waarvan een groot aantal aan Renier te danken zijn.

## Kerkfabriek
Pieter Jan Renier is ook heel actief in de kerkfabriek: in 1829 wordt hij kerkmeester, in 1833 thesaurier en vanaf 1855 secretaris. Als kerkmeester (lekenlid dat als rentmeester verantwoordelijk is voor het dagelijkse financiële beheer van de kerk) is Renier een van de eersten om een archief naar waarde te schatten. In 1833 begint hij te schrijven aan de Aenteekeningen betrekkelyk de Kerk en Pastoory van Deerlyk. Deze bevatten heel wat waardevolle informatie, omdat Renier gebruikmaakt van inmiddels verloren gegane papieren.

## Fabeldichter
Aanvankelijk valt Reniers vertaling van de La Fontaines fabels niet op bij de groten van de Vlaamse Beweging. Het is dan ook een schoolboek en niet bedoeld voor ruime verspreiding. Enkele jaren later, in 1833, bezorgt Renier via een tussenpersoon toch een exemplaar van zijn werk aan Philip Blommaert en Constant Serrure, de samenstellers van de Nederduitsche Letteroefeningen, een boek dat al snel na uitgave beschouwd wordt als de eerste interessante Vlaamse publicatie.
Het wordt een totale triomf voor Renier: niet alleen twee gedichten die hij heeft meegestuurd, worden opgenomen in de Letteroefeningen, ook zijn Beginselen der Vlaemsche Spraekkunst worden er in aangekondigd. Alsof dat nog niet genoeg is, voegt Frans De Vos een geestdriftige recensie toe van zijn vertaalde fabels van de La Fontaine. Dezelfde De Vos moedigt Renier aan om zelf fabels te gaan schrijven.
Wat Renier ook doet en een tijd later verschijnt een bundel eigen fabels.
Vanaf dat moment wordt Pieter Jan Renier bij de Vlaamse Beweging aanzien als een volwaardig auteur. Zijn bijdrage tot de ‘Vlaamse zaak’ is er echter vooral gekomen door zijn bezorgdheid omtrent de spellingkwestie.

## Spelling
Zijn Beginselen der Vlaemsche Spraekkunst had hij nog geschreven volgens het systeem van Desroches dat toen in West-Vlaanderen gangbaar was. Renier wil echter van deze spelling afstappen en ijvert voor een nederduytsche spelling. Vanaf 1841 begint hij de nieuwe regels toe te passen die net door het Taelcongres zijn uitgewerkt; zijn nieuw werk Vlaemsche Mengeldichten, de vijfde editie van zijn Fabelen en de vierde uitgave van Beginselen der Vlaemsche Spraekkunst zijn al helemaal in de nieuwe spelling.
Renier stuurt zelfs enkele van zijn Beginselen naar de koning, die overigens positief reageert.
Begin 1844 stichten letterkundigen (onder wie Renier) het Vlaemsch Taelverbond.
In 1846 wordt hem de mogelijkheid geboden om kantonnaal inspecteur (inspecteur van het lager onderwijs) te worden. Renier, ondertussen een beetje uitgekeken op zijn school, aanvaardt het voorstel. Zo’n tachtig scholen vallen onder zijn bevoegdheid.

## Politiek
In dezelfde periode gaat Renier in de dorpspolitiek. In 1848 is hij raadslid en nog in hetzelfde jaar wordt hij aangesteld tot schepen. Hij maakt deel uit van de Deerlijkse Commissie voor den gezondheidstoestand en van de Commissie voor het bestuur van de leerwerkhuizen. Vooral zijn werk in deze laatste commissie is zeer lovenswaardig. De commissie heeft tot doel om de thuiswevers in de leerwerkhuizen nieuwe technieken aan te leren en zo meer verfijnde weefsels aan te bieden. De vergoeding hiervoor behoedt vele families van de hongerdood; heel wat van hen worden tewerkgesteld bij de firma Ovelacq, die zich in 1851 in Deerlijk vestigt.

## De laatste jaren
In 1855 neemt zoon Aloïs het bestuur van de kostschool over van zijn vader, maar stopt twee jaar later met de school. Pieter Jan blijft politiek actief als schepen.
Hij blijft gedichten schrijven – naast de tientallen toneelstukken en opstellen die al uit zijn pen vloeiden – en is jurylid in verscheidene literaire wedstrijden.
Op 29 augustus 1859 sterft Pieter Jan Renier te Deerlijk.

## Eerbetoon

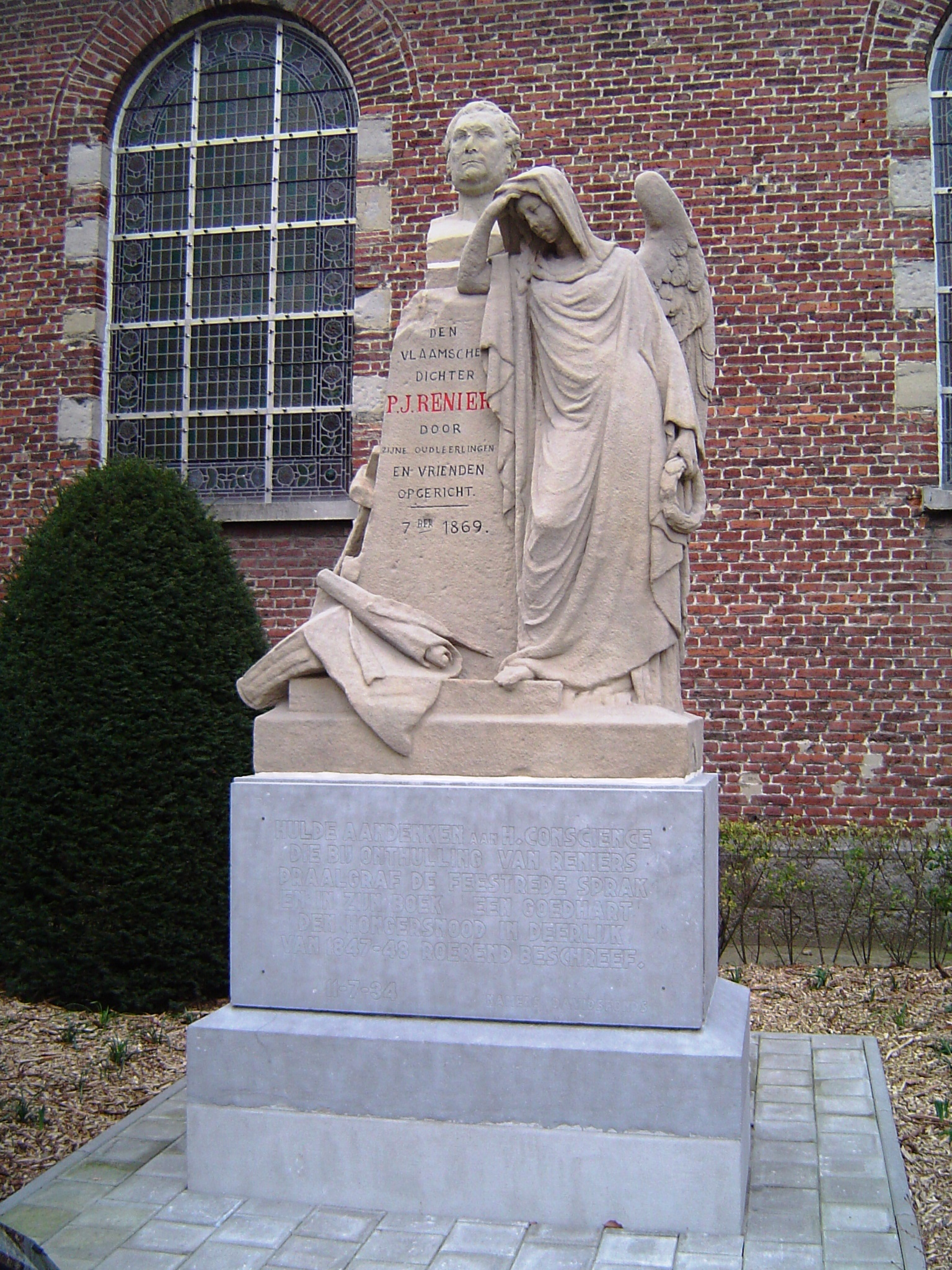
Monument voor Pieter Jan Renier naast de Sint-Columbakerk

De Vlaamsgezindheid van Pieter Jan Renier zou velen tot voorbeeld strekken, hoewel hij nooit tot de zwaargewichten van de Vlaamse Beweging heeft behoord. Een illuster voorbeeld is Hugo Verriest, die zijn eerste onderwijsjaren beleeft bij Renier, en die hem later voor het doen ontluiken van zijn ‘Vlaamsbewustzijn’ zou prijzen.
Tien jaar na Reniers dood wordt op het toenmalige kerkhof van Deerlijk een grafmonument onthuld. Het is van de hand van beeldhouwer Hendrik Pickery. Hendrik Conscience, Reniers vriend, is op de plechtigheid aanwezig en geeft een toespraak. Het kerkhof rond de kerk is intussen verdwenen, maar het monument is gebleven en is onlangs op professionele wijze gerestaureerd.
Sinds enkele decennia is er - op een boogscheut van de gewezen kostschool - een Pieter Jan Renierstraat. Eerder had een deel van het huidige Kerkplein het Pieter Jan Renierplein geheten.
Op 11 juli 2009 herdenkt de Davidsfondsafdeling van Deerlijk in samenwerking met het Elfjuli- en Reniercomité, de heemkring Dorp en Toren, Ic Dien, de Cultuurraad en het gemeentebestuur de 150ste verjaardag van Reniers overlijden. Bij die gelegenheid wordt tevens een nieuwe gedenkplaat onthuld.
Pieter Jan Renier maakt samen met Hugo Verriest en René De Clercq deel uit van de zgn. 'Deerlijks drie groten', dit zijn de drie beroemdste personen van deze gemeente.

## Werken
- Beginselen der Vlaemsche Spraekkunst (1831)
- Uytgekozen Verdichtselen (in dichtmaat), vry gevolgd naer het Fransch van den heer Lafontaine (1832-1836)
- Nut der Volksbeschaving (1837)
- Vlaemsche Fabelen, opgedragen aen hunne Kon. Hoogh. den Hertog van Braband en den Graef van Vlaenderen; Beginselen der Vlaemsche spraekkunst, heringerigt naer het spellingstelsel van het Taelcongres (1840)
- De kat van Beversluys (1842)
- Fabelen (1842, eig. de hernoemde Uytgekozen Verdichtselen, zie voetnoot 11)
- Vlaemsche Mengeldichten (1843)
- Dichtregelen tot dankbetuiging opgedragen aen het achtbare magistraet en de burgery der stad Kortryk, welke de Vlaemsche vertooning, op stadsschouwburg, ten voordeele van den armen, met hunne tegenwoordigheid en giften hebben begunstigd (1855)
- Hulde aen den weledelen baron de Vrière, Gouverneur van West-Vlaenderen, by de inwyding der gemeentelyke leer- en weefscholen te Deerlyk den 8 van Wynmaend (1856)